# 拉佩斯
拉佩斯（法語：La Pesse，法語發音：[la pɛs]）是法国汝拉省的一个市镇，位于该省东南部，和安省接壤，属于圣克洛德区。

## 地理
拉佩斯（46°17'8"N, 5°50'52"E）面积24.26 平方千米，位于法国勃艮第-弗朗什-孔泰大區汝拉省，该省份为法国东部内陆省份，北起上索恩省，西北接科多尔省，西临索恩-卢瓦尔省，南至安省，东与杜省和瑞士接壤。
与拉佩斯接壤的市镇（或旧市镇、城区）包括：伯莱杜、尚弗罗米耶、谢泽里－福朗、贝勒孔布、莱布舒、夸斯雷特、莱穆西耶尔。

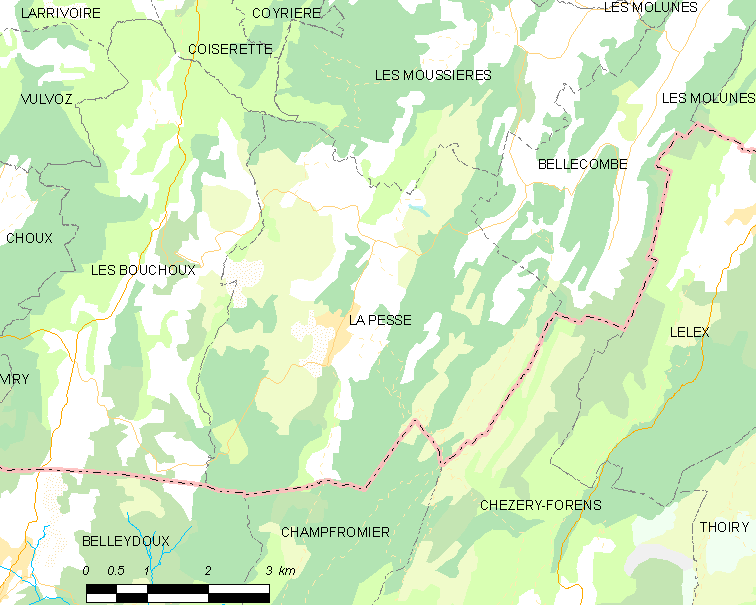
拉佩斯的OSM定位图

拉佩斯的时区为UTC+01:00、UTC+02:00（夏令时）。

## 行政
拉佩斯的邮政编码为39370，INSEE市镇编码为39413。

## 政治
拉佩斯所属的省级选区为科托迪利宗县。

## 人口

1962-2008年间拉佩斯人口变化图示

拉佩斯于2022年1月1日时的人口数量为332人。

## 交通
汝拉省省道D25线及其支线经过拉佩斯。